# Odette Melono
Odette Melono est une diplomate camerounaise de carrière et une experte en politique étrangère. Le 14 janvier 2019, elle est désignée comme Directrice générale adjointe de l'Organisation pour l'interdiction des armes chimiques (OIAC). De 2008 à 2018, elle assume la charge d'Ambassadrice de la République du Cameroun auprès du Royaume des Pays-Bas et du Grand-Duché de Luxembourg.

## Biographie

### Formation
Odette Melono est titulaire d'une licence et d'une maîtrise en droit de l'Université Paris X. Elle obtient un master en fiscalité des entreprises de l'Université Paris-Dauphine. Par la suite, elle décroche un master et un doctorat en relations internationales de l'Institut des Relations Internationales du Cameroun (IRIC) à l'Université de Yaoundé II.

### Carrière
Personnalité politique du Rassemblement démocratique pour le peuple camerounais (RDPC), elle est originaire de la Lékié dans la région du Centre au Cameroun,. Au terme de sa formation à l'IRIC, elle occupe plusieurs postes au Ministère des Relations extérieures (MINREX). Elle est affectée par la suite comme Chargée de mission à la division diplomatique de la Présidence de la République du Cameroun. Elle est la seconde femme désignée comme ambassadeur à l'étranger après Isabelle Bassong,. A l'âge de 48 ans, elle est nommée Ambassadeur extraordinaire et plénipotentiaire de la République du Cameroun aux Pays Bas le 10 juillet 2008 par décret présidentiel,,. Le 20 novembre 2009, elle procède à la remise officielle de cadeaux par la République du Cameroun à la Cour Pénale Internationale (CPI). Elle assume ces fonctions diplomatiques jusqu'en 2018, année perturbée par un incendie qui freine quelque temps le bon déroulement des services consulaires. Odette Melono est remplacée comme  Ambassadeur extraordinaire et plénipotentiaire de la République du Cameroun auprès du Royaume des Pays-Bas par Madeleine Liguemoh Ondoua.
Parallèlement à sa carrière d'ambassadeur de 2008 à 2018, elle est également représentante permanente du Cameroun auprès de l'Organisation pour l'interdiction des armes chimiques (OIAC). Elle préside le Conseil exécutif de l’OIAC de mai 2016 à mai 2017. Le 14 janvier 2019, elle rejoint le Secrétariat Technique de cette organisation internationale comme Directrice générale adjointe. Le 16 juillet 2024, dans une allocution officielle, elle salue l'accréditation de l'Institut national de criminalistique et de criminologie de la Gendarmerie nationale (INCC/GN) de l'Algérie par l'OIAC.